# Erwin Schneider
Erwin Schneider   (Jáchymov, 13 d'abril de 1906 - Lech, 18 d'agost de 1987) Erwin Hermann Manfred Schneider va ser un muntanyenc i cartògraf austríac .

## Biografia
Erwin Schneider va néixer el 13 d'abril de 1906 com a fill legítim de l'administrador de la cabana Anton Schneider, que va créixer a Kitzbühel, i de Johanna nee Zazula d' Idria a la casa núm. 415 de la ciutat bohèmia de Sankt Joachimsthal i el 10 de maig de 1906. en nom d'Erwin Hermann Manfred Schneider va ser batejat catòlic. El seu avi era Florian Schneider de Klausen, prop de Bozen.

## Èxit com a escalador
Un èxit sensacional va ser la primera ascensió de Pik Lenin (7134  m) el 25 de juliol de 1928, juntament amb Karl Wien i Eugen Allwein -en aquell moment el rècord de la muntanya més alta pujada- amb l'expedició germanosoviètica Alai-Pamir. En el transcurs de l'expedició internacional de l'Himàlaia dirigida per GO Dyhrenfurth el 1930, Schneider va assolir quatre cims més de set mil metres a la regió de Kangchenjunga i, juntament amb altres membres de l'expedició, va millorar el rècord del cim a 7462 metres a Jongsang Ri .
En aquell moment, només s'havien escalat onze cims de set mil metres, Erwin Schneider havia participat en cinc d'aquestes primeres ascensions, que li havien valgut una certa fama en els cercles de l'alpinisme. Al començament de la seva carrera, Hermann Buhl es va referir reverentment a ell com el "rei dels set mil".
Schneider va ser membre de les dues primeres expedicions del Club Alpí alemany-austríac als Andes peruans. En el transcurs d'un total de tres expedicions els anys 1932, 1936 i 1939, es van escalar per primera vegada 12 dels 18 sis mil de la Serralada Blanca (també muntanyes de la Serralada Huayhuash) i es van crear mapes de muntanyes de la regió per primera vegada.. A més de la seva feina com a cartògraf, Schneider va aconseguir moltes primeres ascensions en particular.
Erwin Schneider també va ser membre de la tràgica expedició alemanya Nanga Parbat de 1934 . Juntament amb Peter Aschenbrenner va assolir una alçada de 7895  m  , fins que un canvi de temps va provocar la desaparició de bona part de l'equip i l'ascens es va cancel·lar. Schneider i Aschenbrenner van ser acusats posteriorment, entre altres coses, d'infringir el seu deure d'assistència. En última instància, però, no es va poder demostrar que els dos s'equivocaven i, en última instància, aquestes disputes posteriors també estaven motivades ideològicament i competitivament.
Una invitació per participar en l'expedició a Nanga Parbat el 1953, durant la qual Hermann Buhl va aconseguir la primera ascensió, va ser rebutjada per Schneider després de desacords amb la direcció de l'organització. Segons els informes de Buhl, Schneider li va donar informació valuosa sobre la naturalesa de la regió del cim per endavant.

## Serveis com a cartògraf
Erwin Schneider era membre del grup de treball per a la recerca comparada d'alta muntanya, cartògraf oficial de l' Associació Alpina alemanya i tenia el títol de professor.
En el seguiment de les expedicions peruanes, es van publicar diversos mapes i llibres sobre els Andes peruans, i va ser fonamental en la seva creació.
Juntament amb Rüdiger Finsterwalder, va crear un mapa a gran escala de parts del Nepal : els anomenats "Mapes Schneider". Molts experts els consideren insuperables a tot el món en la manera com representen paisatges d'alta muntanya extrema. En particular, es van crear els primers mapes d'alta qualitat del Khumbus i les muntanyes al voltant de l'Everest .

## Primeres ascensions

### Àsia
- Pic Lenin (7134  m) el 25 de setembre de 1928
- Ramthang Lho (6601  m) el 19 de maig de 1930
- Cim del Nepal (7177  m) el 24 de maig de 1930 (solta mà)
- Jongsang Ri (7462  m) el 3 de juny de 1930 juntament amb Hermann Hoerlin
- Chorten Nyima (Pic Dodang Nyima) (6927  m) el 10 de juny de 1930

### Amèrica del Sud
- Huascarán Sur (muntanya més alta del Perú amb 6746 m) el 20 de juliol de 1932, juntament amb Wilhelm Bernard, Philipp Borchers, Erwin Hein, Hermann Hoerlin, Nestor Montes i Faustino Rojo en la ruta habitual d'avui.
- Chopicalqui (6345 m) el 3 d'agost de 1932 juntament amb Borchers, Hein i Hoerlin per la carena sud-oest.
- Artesonraju (6025 m) el 19 d'agost de 1932 juntament amb Hein sobre la carena nord i l'esperó nord-est.
- Huandoy (6395 m) el 12 de setembre de 1932 juntament amb Hein sobre els vessants sud.
- Copa (6188 m) el 26 de setembre de 1932 juntament amb Hein per la banda oest.
- Quitaraju (6036 m) el 17 de juny de 1936 juntament amb Arnold Awerzger sobre la carena oest.
- Pucajirca Sud (6039 m) l'1 de juliol de 1936 en solitari.
- Siula Grande (6344 m) el 28 de juliol de 1936 juntament amb Awerzger per la carena nord.
- Rasac (6017 m) també en solitari el 1936.